# Marine Parkway-Gil Hodges Memorial Bridge

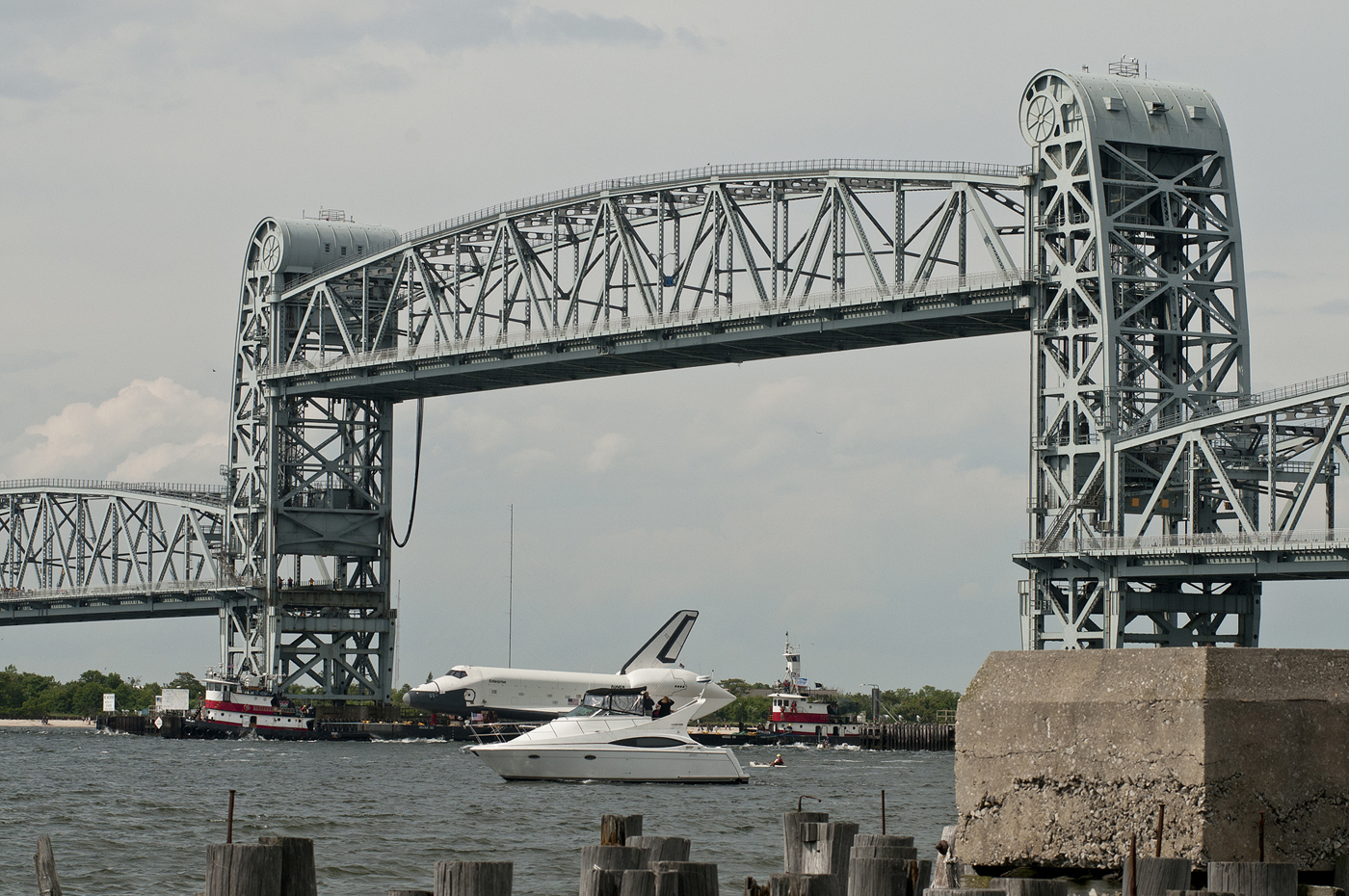
Spaceshuttle Enterprise, overgevlogen uit Washington D.C. wordt vanuit JFK Airport over Jamaica Bay onder de Marine Parkway Bridge met gehesen val in 2012 versleept, om vervolgens onder de Verrazano-Narrows Bridge door naar het Intrepid Sea, Air & Space Museum aan de Hudson getransporteerd te worden.

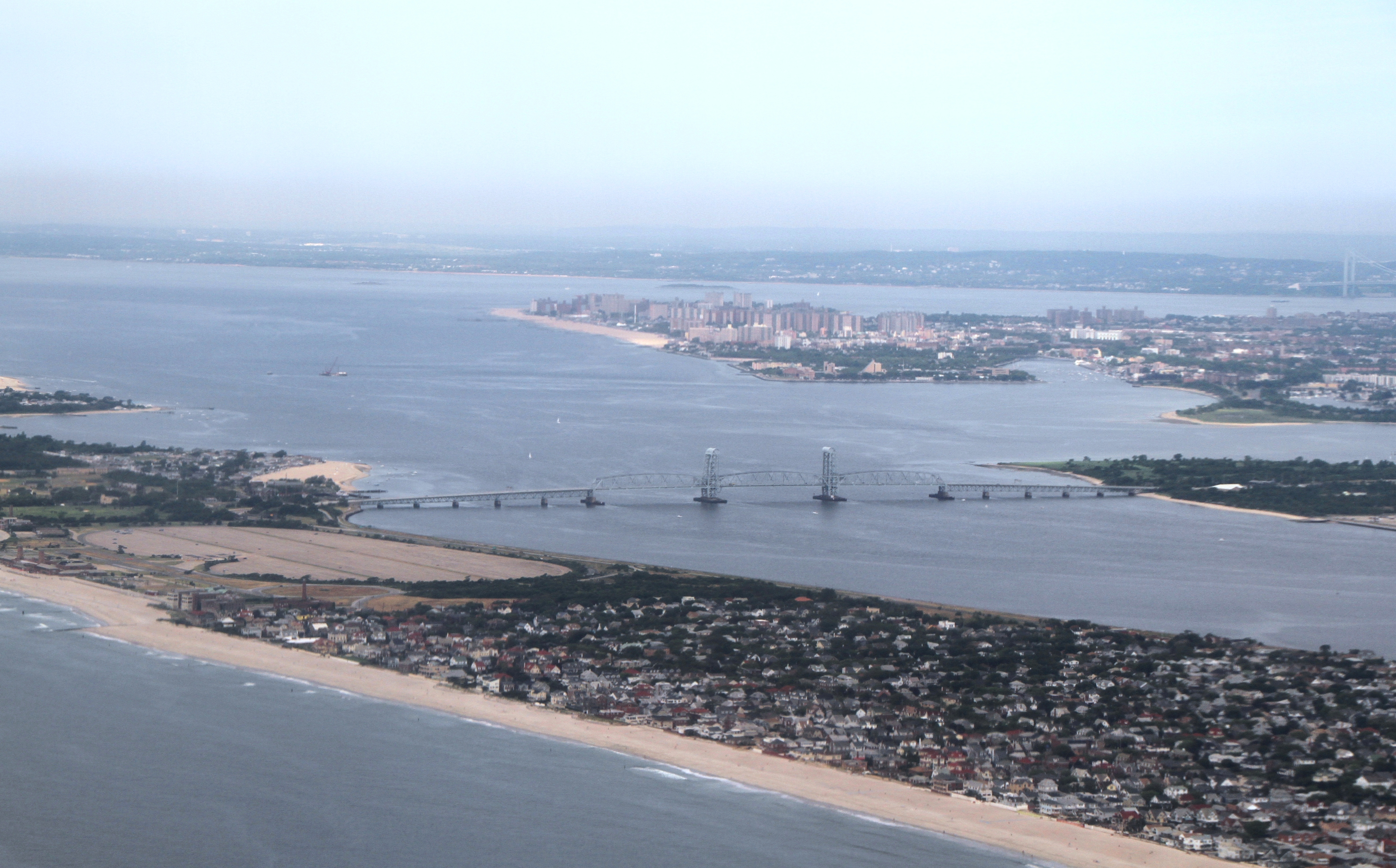
De brug op de voorgrond, achterliggend het wateroppervlak van Rockaway Inlet en Coney Island Beach, vervolgens Lower New York Bay met rechtsachter The Narrows en de Verrazano-Narrows Bridge

De Marine Parkway-Gil Hodges Memorial Bridge (oorspronkelijk Marine Parkway Bridge) is een tolbrug over een zeearm tussen de boroughs Brooklyn en Queens in het uiterste zuiden van de stad New York.
De brug verbindt Floyd Bennett Field, de Belt Parkway en de Marine Park wijk in Brooklyn en The Rockaways, het zuidelijkste schiereiland in Queens. De brug is ook het zuidelijke eindpunt van de Flatbush Avenue, een van de hoofdlanen in Brooklyn die onder meer Downtown Brooklyn scheidt van het verkeersknooppunt Atlantic Terminal en in het noorden uitkomt op de Manhattan Bridge waarna de baan in Lower Manhattan overgaat in Canal Street.
De hefbrug over de inham Rockaway Inlet biedt normaal voor de scheepvaart naar Jamaica Bay een doorvaarthoogte van 17 meter bij hoogwater maar dit kan met gehesen val verhoogd worden tot 46 meter. De dubbele torens, met daarin de motoren en mechanica voor de tiloperatie zijn een landmark voor de wijde omgeving, het zuiden van Brooklyn, en The Rockaways in Queens. Het getilde 160 meter lange brugdek weegt 3.600 ton. Jaarlijks wordt de brug minstens 100 maal gehesen. In 2006 werd de brug 157 maal op een jaar tijd gehesen, in 2007 136 maal.
Na de verhoging van de toltarieven op 31 maart 2019 betalen passanten $ 4,75 per wagen of $ 4,00 per motorfiets via elektronische betaling, of met E‑ZPass transponders $ 2,29 per wagen en $ 1,91 per motorfiets. De tol wordt geheven en de brug wordt beheerd en onderhouden door MTA Bridges and Tunnels.

## Geschiedenis
Het was de New York State Assembly die in februari 1934 bij wet de aanleg van een brug vanaf Flatbush Avenue in Brooklyn tot het Rockaway Pensinsula in Queens beval. Daarbij was Robert Moses, de belangrijkste stadsurbanist en leidinggevende van het New York City Parks Department vragende partij voor zo'n Marine Parkway die de verbinding zou maken tussen het Marine Park en het Jacob Riis Park, twee parken die hij aan het creëren was met het NYC Parks Department. Het parlement van de staat New York, de State Assembly belastte een Marine Parkway Authority met de concrete uitwerking van het plan, en benoemde een enkele persoon tot lid van deze instelling, Robert Moses. In maart 1934 bekrachtigde gouverneur Herbert H. Lehman de wet.
De staat New York slaagde erin de financiering van het project deels te realiseren met de een jaar eerder gecreëerde financiering via de federale Public Works Administration. Daarnaast werden ook obligaties uitgegeven, en zou de brug zichzelf deels terugverdienen met tolgelden, initieel in 1937 vastgelegd op 10 dollarcent.
Na een openbare aanbesteding in juni 1936, werd David B. Steinman geselecteerd als hoofdarchitect, Emil Praeger als hoofdingenieur en werd de American Bridge Company de aannemer gegeven dat zij het laagste bod hadden ingediend met een constructiekost van net iets meer dan 2,1 miljoen dollar. Er was initieel een bouwtijd voorzien van 2 jaar maar uiteindelijk wilde de stad toch graag een antwoord bieden op de verwachte zomerdrukte in 1937. Men slaagde erin de brug tijdig af te werken om een plechtige opening mogelijk te maken op 3 juli 1937. De ceremonie was voorzien om 10:30u, maar uiteindelijk werd de brug om 10:15u geopend om zo een kolonne brandweerwagens de mogelijkheid te bieden langs de brug een grote brand in de buurt van het pretpark Rockaways' Playland in Rockaway Beach zo snel mogelijk te bereiken.
Na een jaar hadden al 1,7 miljoen voertuigen de brug gebruikt, tegen 1940 waren er al vier miljoen passages. Het beheer door de Marine Parkway Authority ging in 1940 over in handen van de Triborough Bridge and Tunnel Authority. Bij de twintigste verjaardag van de brug stond de cumulatieve teller op 80 miljoen voertuigen.
Op 4 april 1978 kreeg de brug zijn nieuwe en huidige naam als eerbetoon aan Gil Hodges, de voormalige first baseman van de Brooklyn Dodgers die voor 1958 in Brooklyn speelden, maar intussen al twintig jaar verhuisd waren en gekend als de Los Angeles Dodgers. Hodges speelde 13 seizoenen bij de Brooklyn Dodgers, drie seizoenen bij de Los Angeles Dodgers. Hij speelde nadien nog een seizoen voor de New York Mets. Hodges had nog een tweede carrière, als field manager voor de New York Mets van 1968 tot 1971. Hij overleed in 1972. Binnen de Verenigde Staten wordt aangenomen dat het de eerste Amerikaanse brug die genoemd werd naar een bekend sportfiguur.
Van 1999 tot 2001 kreeg de brug een renovatie van twee rijbanen met een rijstrook naar twee rijbanen met twee rijstroken. In 2016 volgde een renovatie van de brugmechanica en dragende componenten.

## Werking
Het "right-of-way", de voorrang van gebruik ligt bij de waterweg, en wordt geregeld door de U.S. Coast Guard. Zij sluiten het brugwegdek voor verkeer en hijsen de val op verzoek tijdens de standaard werkingsuren tussen 8 uur 's ochtends en 4 uur 's namiddags op weekdagen. Buiten die periode moeten schepen acht uur vooraf een aanvraag indienen, met uitzondering van schepen van de United States Navy en de National Oceanic and Atmospheric Administration die buiten de werkingsuren slechts een uur vooraf een doorvaart moeten aanvragen. Het personeel dat de brug bedient, plant ook onderhoudscycli in, waarbij evenwel scheepvaart voorrang heeft op gepland onderhoud.
De normale bediening gebeurt in de regel met vier personen. een operator en een assistent bewaken de beweging van de val van aan de Brooklynkant. Het verkeer richting Queens wordt aan die zijde gestopt bij de tolhuisjes door een personeelslid van de MTA. Aan de zijde van Queens bewaakt nog iemand de sluiting van de verkeersbarrières om het verkeer richting Brooklyn tegen te houden en de afwezigheid van voetgangers op het brugwegdek te controleren.
Het hijsen van de val wordt normaal volledig electronisch gestuurd met computerbewaking. De duurtijd voor het passerend wegverkeer van een hele procedure is normaal 12 minuten. Enkele minuten voor het stoppen van verkeer en neerlaten van de barrières, de procedure voor hijsen en neerlaten van de val neemt zeven minuten in welke tijd het schip ook de brug gepasseerd is, en vervolgens terug enkele minuten voor de barrières terug te hijsen. Bij problemen of onverwachte hinder, kan de controle manueel overnomen worden, waarbij de procedure veelal oploopt tot 20 minuten.